# ドネツクとロシアの関係
ロシア・ドネツク人民共和国関係（ロシア・ドネツクじんみんきょうわこくかんけい）は、ロシアとドネツク人民共和国の二国間関係。

## 歴史

### 国交樹立
2022年2月15日、ロシアのドゥーマはドネツク・ルガンスク共和国の早期承認を求める決議案を可決した。
2月20日、ウラジーミル・プーチン大統領はテレビライブで安全保障会議を招集し、ドンバスの2共和国を承認するかどうかについて意見を述べるよう閣僚に要請し、出席した関係者はほぼ同意した。2月21日、ドネツク共和国のデニス・プシーリン大統領は、ルガンスク共和国の大統領とともにクレムリンで文書に署名した。ロシア連邦はドネツク人民共和国を承認し、両者は軍事防衛協定を協議するまでに至った
。承認後、プーチンは、ドンバスの人民共和国を承認した以上、ミンスク合意を遵守し続ける必要はないと公言した。

## パスポート
2017年以降、ロシア当局はドネツクとルガンスクが発行した市民登録文書を認めている。これにより、現地の住民がロシアで働いたり、旅行したり、勉強したりすることができるようになる。
ドネツクとロシアは、互いに密接な関係にある。ウクライナは、ロシアがウクライナに対する戦争を手助けしていると非難している。ロシアはこれを否定している。2019年以降、ロシアは同共和国の住民に60万冊のパスポートを発行している。

## 大使館
2022年7月13日、ドネツク人民共和国はモスクワに大使館を開設した。

### 在ロシア・ドネツク人民共和国大使
在ロシア・ドネツク人民共和国大使、在ロシア・ドネツク人民共和国大使館を参照。

### 駐ドネツク人民共和国ロシア大使
ロシア連邦はドネツクに大使館も大使も置いていない。

## 参考資料
1. ↑  Elena Teslova (15 February 2022). "Russian parliament votes for recognition of breakaway Ukrainian regions" (英語). : アナドル通信社. 2022年3月24日時点のオリジナルよりアーカイブ。2022年8月5日閲覧。
2. ↑  Elena Teslova (21 February 2022). "Putin summons meeting of Russia's Security Council". アナドル通信社. 2022年7月16日閲覧。
3. ↑  "Security Council meeting". Kremlin. 21 February 2022. 2022年6月14日時点のオリジナルよりアーカイブ。2022年3月19日閲覧。
4. ↑  擅於製造利己局勢 普丁承認烏東一夕站至上風 (webm). 文茜の世界週報．アジア編 (中国語). TVBS. 27 February 2022.  該当時間: 02:58-07:57. Youtubeより2022年8月14日閲覧。
5. ↑  "Putin signs decrees on recognizing Donetsk and Lugansk republics". TASS. 22 February 2022. 2022年4月7日時点のオリジナルよりアーカイブ。2022年3月19日閲覧。
6. ↑  "No evidence yet Kiev gives up idea of offensive in Donbass — Donetsk leader". TASS. 22 February 2022. 2022年4月20日時点のオリジナルよりアーカイブ。2022年3月19日閲覧。
7. ↑  "Putin says Minsk Agreement on Ukraine exists no more". アナドル通信社. 22 February 2022. 2022年4月20日時点のオリジナルよりアーカイブ。2022年3月19日閲覧。
8. ↑  "Putin orders Russia to recognise documents issued in rebel-held east Ukraine". Reuters (英語). 18 February 2017. 2022年3月5日時点のオリジナルよりアーカイブ。2022年2月21日閲覧。
9. ↑  "Factbox: How rebel-held regions of eastern Ukraine have grown closer to Russia". Reuters (英語). 15 December 2021. 2022年2月21日時点のオリジナルよりアーカイブ。2022年2月21日閲覧。
10. ↑  親ロ派「ドネツク人民共和国」モスクワに大使館開設(2022年7月13日) (mkv) (Youtube). ANNNEWS. 13 July 2022. 2022年7月13日閲覧。